# Gaëtan Boucher
Pour les articles homonymes, voir Boucher et Gaétan Boucher (homonymie).
Ne doit pas être confondu avec Gaétan Boucher.
Gaëtan Boucher, né le 5 mai 1956 à Princeville dans le Centre-du-Québec au Canada et mort le 4 mai 2016 à Arthabaska dans le Centre-du-Québec au Canada, est un joueur professionnel de hockey sur glace canado-suisse.
Après une carrière longue de 24 saisons dans le championnat de Suisse, il raccrocha ses patins en 2001, sa dernière campagne au Villars HC. En 2013, il a repris le poste d'entraîneur du club des Alpes vaudoises.

## Carrière comme joueur
- 1973-1975 Remparts de Québec  (LHJMQ)
- 1975-1976 Draveurs de Trois-Rivières (LHJMQ)
- 1976-1983 HC Villars (LNB)
- 1983-1984 CP Berne (LNB)
- 1985-1986 Lausanne HC (LNB)
- 1986-1988 HC Sierre (LNA)
- 1988-1989 Genève-Servette HC (LNB)
- 1989-1994 HC Bienne (LNA)
- 1994-1995 HC La Chaux-de-Fonds (LNB)
- 1995-2001 HC Villars (1re ligue)

## Carrière internationale
Il fait partie de l'équipe de Suisse de hockey sur glace lors des Championnats du monde de 1987 et 1990 ainsi que lors des  Jeux olympiques d'hiver de 1988.